# Arsenij (Jepifanov)
Arsenij (světským jménem: Jurij Alexandrovič Jepifanov; * 3. března 1955, Vostrjakovo) je ruský duchovní Ruské pravoslavné církve a metropolita lipecký a zadonský.

## Život
Narodil se 3. března 1955 ve Vostrjakovo.
V letech 1976–1979 studoval na Moskevském duchovním semináři a poté na Moskevské duchovní akademii, kterou dokončil roku 1983.
V letech 1983–1989 byl referentem a osobním sekretářem metropolity leningradského Alexije (Rüdigera), pozdějšího patriarchy moskevského.
Dne 28. srpna 1984 byl rukopoložen na diákona a 28. srpna 1986 v chrámu Zesnutí přesvaté Bohorodice monastýru Pühtitsa v Estonsku metropolitou Alexijem na jereje. Od roku 1988 sloužil v chrámu Svaté Trojice Alexandro-Něvské lávry.
Dne 13. září 1989 byl Svatým synodem zvolen biskupem ladožským a vikářem leningradské eparchie. Dne 30. září byl postřižen na monacha se jménem Arsenij na počest svatého Arsenija Koněvského. Současně byl povýšen na archimandritu.
Dne 5. října 1989 proběhla v chrámu Svaté Trojice Alexandro-Něvské lávry jeho biskupská chirotonie. Světiteli byli metropolita leningradský Alexij (Rüdiger), metropolita gorkovský a arzamaský Nikolaj (Kutěpov), arcibiskup Nikon (Fomičjov), biskup alma-atský a kazachstánský Jevsevij (Savvin), biskup tombovský a mičurinský Jevgenij (Ždan), biskup uljanovský a melekesský Prokl (Chazov) a biskup taškentský a středoasijský Lev (Cerpickij).
Dne 20. července 1990 byl jmenován biskupem istrijským a vikářem moskevské eparchie.
Dne 25. února 1997 byl povýšen na arcibiskupa.
Od roku 1998 je vedoucím vědecké a redakční rady Pravoslavné encyklopedie.
Dne 1. dubna 2009 byl patriarchou moskevským Kirillem ustanoven prvním vikářem patriarchy moskevského a celé Rusi.
V prosinci 2010 mu byla svěřena péče o farnosti Centrálního a Jižního administrativního okruhu Moskvy.
Dne 31. prosince 2011 byl patriarchou Kirillem jmenován správcem Centrálního vikariátu a Jižního vikariátu.
Dne 1. února 2014 byl v chrámu Krista Spasitele povýšen patriarchou Kirillem na metropolitu.
V letech 2015–2019 byl členem Vyšší církevní rady.
Dne 9. července 2019 byl Svatým synodem zvolen metropolitou lipeckým a zadonským, hlavou lipecké metropole. Dne 16. července byl osvobozen od funkce vikáře moskevské eparchie.
Dne 29. října 2019 byl Svatým synodem potvrzen jako představený monastýru Narození přesvaté Bohorodice v Zadonsku.